# 남북정상회담
남북정상회담(한국 한자: 南北頂上會談, 문화어: 북남수뇌상봉(한국 한자: 北南首腦相逢))은 대한민국과 조선민주주의인민공화국 정상 사이에서 개최하는 회담을 일컫는다.

## 역사

### 전두환 정부
전두환은 1981년 1월 국정연설을 하면서 김일성의 서울 초청과 남북 최고지도자의 상호 방문을 제안했다. 김일성이 서울을 방문한다면 본인도 평양을 "언제라도 방문할 용의가 있다"고 하면서 '지난날의 일들을 굳이 시비함이없이'라는 표현까지 사용했다. 당시 주미 공사였던 손장래는 김일성이 독립운동을 한 점에 대해 전두환이 "그 점, 나는 존경한다"고 했다면서 김일성을 직접 만나 해결 방안을 찾길 원한다고 밝혔다.
이후 손장래의 요청을 받은 임창영 전 UN 대사가 대북 밀사로 활동했고 1988년 하계 올림픽 공동개최와 정상회담 의제도 검토했는데 1983년 10월 아웅 산 묘역 테러 사건이 발생하여 찬물을 끼얹었다. 이를 계기로 남북 간에 위기가 고조되었는데 임창영은 오히려 "그럴수록 두 정상이 만나야 한다"는 긴박감을 느꼈다며 1984년 3월 북한에 제의한 남북체육회담을 계기로 분위기를 반전시키고자 했다. 하지만 전두환은 남북정상회담에 회의를 느꼈고 그 해 10월 북한이 정상회담 논의를 위해 손장래를 초청한 것에 대해 적십자회담과 체육회담이 진행 중이라는 이유로 이를 거절했다.
하지만 1985년 9월에 허담 등이 방남하여 전두환을 예방하는 등 물밑접촉은 계속되었다. 다음 달에는 장세동 등이 방북했는데 이때 회담의 주제에 변화가 있었다. 당초 정상회담을 논의하기 위한 방북이었는데 《마이니치 신문》이 이를 사전에 보도하면서 일정이 연기되었고 그 사이에 "정상회담을 추진하기보다 북측이 정상회담에 관심을 보이는 속내를 정확히 파악해야 한다"는 주장이 대두되었기 때문이다. 김일성 역시 상호 불가침 협정 체결과 한미합동군사훈련 취소 등 기존의 요구를 반복하여 논의는 진전되지 못했다.
이러한 분위기 속에서 10월 20일 북한의 무장간첩선이 부산으로 침투하다가 격침되면서 상황은 완전히 반전되었다. 전두환은 "일말의 기대를 품어볼 수 있었다"고 여겼지만 이후 김일성에게 배신당했다며 전두환 정부에서의 정상회담 추진은 사실상 끝나고 말았다.
훗날 박철언은 회고록 『바른 역사를 위한 증언』을 쓰면서 당시 전두환이 서울올림픽 때 북한이 적대 행위를 삼가게 하는 것이 목적이었을 뿐 굳이 정상회담을 하겠다는 목표는 없었다고 언급했다. 특히 노신영 국무총리, 이원경 외무장관, 이규호 대통령비서실장, 허문도 정수제1수석비서관 등을 향해 친미 일변도·극우적 흐름이라며 이들에 의해 전두환이 마음을 바꿔먹었다고 언급했다. 이후 북한의 임남댐 공사와 '서울 물폭탄'설을 유포하면서 만든 평화의 댐 사건은 전두환 정부가 북한을 바라보는 인식의 극적인 변화를 잘 보여준다.

### 노태우 정부
노태우는 취임하자마자 총리회담을 제의하고 7·7 선언을 발표하는 등 북한과의 관계 개선에 나섰다. 1988년 8·15 경축사에서는 "민족 간의 분단 장벽은 이제 개방과 교류 협력으로 허물어야 한다"면서 남북정상회담을 제의했다. 이후 김일성은 인민정권 창건일을 하루 앞두고 통일 문제를 논의할 남북 간 위원회 설립을 위해 평양에서 남북정상회담을 개최해도 좋다는 뜻을 내비쳤다. 다만 이는 현재의 남북 간 정치·경제 체제의 유지를 전제로 한 연방제 통일을 전제로 한 것이었으며, 주한 미군 철수와 상호 불가침 조약 체결도 반복하여 주장했다.
이후 실무 접촉에서 의제 채택 과정에서도 이견만 확인하는 등 순조롭게 진행되지 못했다. 1990년에는 노태우가 연두 기자회견에서 다시 남북정상회담 개최를 촉구했지만 김일성은 당국·정당수뇌협상회의 소집으로 맞받아치면서 정상회담에 부정적 태도를 보였다. 그러다가 그 해 10월 김일성은 태도 변화를 보여 방북한 강영훈 총리에게 "노태우 대통령과의 최고위급회담이 빨리 개최될 수 있도록 노력해 주길 바란다"는 입장을 전했다. 1991년 9월에는 남북한이 유엔에 동시 가입했으며, 그 다음 해 2월에는 남북 기본합의서를 체결하였다.
하지만 노태우 정부에서 정상회담은 끝내 성사되지 못했다. 당시 남북대화에 깊이 관여하고 있던 김우중은 정상회담을 개최하자고 합의를 봤다고 증언했다. 남북 기본합의서 체결 이후 통일과 관련해 정부 특사로 활동하던 김우중은 김일성·김정일 부자를 스무 번 이상 만났는데 정상회담을 전제로 합의서 체결을 추진했다. 이때 "김일성은 진지했고 민족문제를 해결해 나가려는 적극적인 태도를 보였다"고 한다. 하지만 노태우는 군부와 보수의 저항을 우려하여 끝내 실천에 옮기지 못했다.

### 김영삼 정부
한국의 정권 교체 이후에도 정상회담을 위한 물밑·실무접촉은 계속 이어졌다. 김영삼은 핵 문제를 우선적으로 다뤄야 한다고 내부적으로 의견을 모았으며, 김일성 역시 김광섭 주 오스트리아 대사를 통해 핵 문제를 포함한 정치·경제·군사 문제를 논의하기를 희망한다고 밝혀왔다. 하지만 한국은 핵 문제를 우선시하고 북한은 정상회담 특사 교환을 병행할 것을 주장해 6월 말부터 이상 기류가 돌았다. 강성산 북한 총리는 김영삼이 전쟁열을 고취한다고 비난했으며 오인환 한국 공보처 장관은 북한 측의 성의있는 태도 변화를 촉구한다는 성명전을 주고 받으면서 정상회담 논의가 표류했다.
1994년 2월 김영삼은 취임 1주년 기자회견에서 다시 한 번 핵무기를 비롯해 통일 문제와 경제 협력 등 모든 문제를 협의하기 위해 김일성과 회담할 용의가 있음을 천명했다. 하지만 김일성은 "핵문제를 거론하면서 북남관계를 해결하려는 것 자체가 성급하고 방향성도 없는 잘못된 사고 방식"이라며 회담을 거부했다. 또한 연료병 교체시의 샘플 채취와 방사화학실험실에 대한 추가 사찰 허용과 관련한 핵 문제로 북미 사이가 멀어지면서 제1차 북핵위기가 일어났다.
이때 지미 카터 전 미국 대통령이 6월 14일 김영삼과 회동을 한 후 다음 날 김일성과 만나 정상회담을 수락하도록 설득하는데 성공하면서 새로운 국면을 맞았다. 6월 28일에는 실무협상을 통해 7월 25일~27일에 평양에서 남북정상회담을 하기로 합의를 보았다. 당초 한국은 8월에 김일성의 서울 방문도 함께 이루고자 했지만 북한 측의 미적지근한 태도로 이는 불발에 그쳤다. 하지만 정상회담을 2주가량 앞둔 7월 8일 김일성이 갑작스럽게 사망하면서 정상회담은 무산되었다.
이후 한국은 "남북관계를 대화를 통해 평화적으로 진전시킨다는 정부의 입장은 일관되게 유지될 것"이라며 기존의 합의 사항은 유효하다고 말했다. 북한 역시 "남북정상회담은 정해진 원칙에 따라 변함없이 추진한다"고 밝혔지만 김영삼 정부에서 정상회담 논의는 더 이상의 유의미한 진척을 보지 못했다.
김영삼 정부에서 성사 직전이었던 정상회담은 김일성이 나진과 선봉을 제2의 싱가포르로 만드는 개혁·개방을 택했지만 느닷없이 죽었다며 "김영삼 대통령이 평양에 갔더라면 북한은 완전히 다른 길로 갔을 것이다"고 말한 자오후지 전 중국공산당 중앙당교 교수나 정상회담이 이뤄졌다면 "통 큰 결단과 합의가 이뤄지지 않았을까 아쉬움이 남는다"고 했던 한승주 전 외무부 장관의 말처럼 큰 기대를 받았던 정상회담이기도 했다.

### 김대중 정부
김대중 취임 이후 상대적으로 북한에 호의적인 입장을 가진 민주당이 집권하면서 다시 한 번 정상회담에 대한 분위기가 무르익었다. 1998년 12월에는 세계 경제 포럼(WEF)에 김대중과 김정일이 함께 참석해 정상회담을 추진하는 방안이 추진되었지만 실패하기도 했다. 다만 당시 정부는 이 사실을 부인했다.
이후에도 정상회담에 대한 기대는 여전히 높았다. 1999년 9월에는 백남순 북한 외무상이 지금의 남북 관계는 최악이지만 7·4 성명의 3대 원칙을 존중하고 자신들의 "협상 제의에 응한다면 정상회담도 진행될 수 있을 것으로 생각한다"고 밝혔다. 10월 1일에는 정주영 현대그룹 명예회장이 방북하여 김정일을 만나면서 남북경협사업에도 새 전기를 마련했다.
그리고 2000년 6월 12일에 정상회담을 개최한다고 공식 발표했다. 이는 북한의 태도 변화 때문에 이루어진 것인데 개방과 경제발전을 이룩하는 것이 체제 유지가 용이하다고 판단했기 때문이었다. 이후 일정이 하루 연기되어 6월 13일 김대중이 평양국제비행장을 통해 평양직할시를 방문하여 김정일과 회담을 했다. 이는 1948년 한반도가 분단된 이후로 두 정부의 대표가 처음으로 만난 것이었는데, 김정일이 공항의 트랩 밑까지 직접 나와 마중하였고, 조선인민군 의장대의 사열과 분열까지 거행되었다.
방북 마지막 날에는 6·15 남북 공동선언을 발표했는데 이 선언은 남북이 전쟁을 포기하고 통일 문제를 대화로 해결한다는 원칙을 세우면서 한반도 평화체제 구축에 청신호로 받아들여졌다. G8·아시아 유럽 정상회의·유엔 총회 등에서도 한반도 평화에 대한 지지 결의안이 잇따라 채택되었다.
하지만 정상회담 이후에는 남북 관계에 큰 진전이 없었다. 정상회담과 이어진 장관급회담에서 발표된 무수한 합의 사항은 제대로 이행되지 않았으며 특히 정상회담 직후 개최된 당국 간 회담이 결렬되면서 대화조차 쉽지 않아졌다. 2001년 1월 조지 W. 부시가 새 미국 대통령으로 취임하여 대북 강경책을 펼치는 것도 남북 관계에 영향을 미쳤다.
국민들의 반응도 미지근해졌다는 주장도 제기되었다. 《중앙일보》 조사에 따르면 2000년 8월에는 "통일을 반드시 달성해야 한다"는 견해가 71.2%였지만 4개월 뒤에는 48.6%로 크게 감소했으며, 대북 정책 지지도에 대한 통일부와 국정홍보처의 여론조사는 1998년 말 56%대에서 1999년 6월 93.7%까지 증가했다가 2000년 12월 72.6%로 떨어진 것으로 나타났다.

### 노무현 정부

악수하는 노무현 대통령과 김정일 국방위원장

2002년 6월 29일에 제2연평해전이 발발하여 김대중 정부 말부터 통일 문제는 크게 사그라들었다. 3년 전에 망신당한 북한 군부의 도발이나 군부 내 강경파가 주도했다는 주장도 나왔지만 북한에서 '한국의 선제 공격'이라고 주장하면서 남북 관계가 냉각되었기 때문이다. 2000년 정상회담과 관련하여 대북송금 특검 등 남남갈등도 겹치면서 노무현 정부 출범 당시 남북 관계는 냉각기와 다름없었다. 여기에 이라크 전쟁을 둘러싸고 한미 공조와 남북 관계 병행 전략이 양측 모두로부터 불만을 샀다.
지지부진하던 남북 관계는 2004년 6월 개성공업지구 착공을 계기로 반전의 기회를 맞이했다. 이는 5월 15일 한미정상회담에서 북핵 문제가 또 거론되자 '대결 방향' 운운하면서 북한이 반발한 뒤의 일이었기 때문에 더욱 의미있는 일이었다. 12월 말에는 서훈이 청와대에서 국가정보원으로 복귀하면서 대북전략국장으로 임명되었는데 김보현 제3차장과 함께 1990년대부터 대북협상채널을 구축한 일원이라서 물밑접촉이 본격화됐다는 근거로 제시되었다. 하지만 청와대는 정상회담에 대해 신중한 입장을 유지했다. 노무현은 정상회담에는 찬성하지만 6자 회담이 변수인 만큼 시간과 상황을 좀 더 지켜볼 수밖에 없다는 현실론을 제시한 것이다.
2005년부터는 남북 관계의 해빙이 완연해지는 듯 했다. 6월에 정동영 통일부 장관이 방북하여 김정일과 회담했는데 김정일은 '핵 문제는 북미 간의 문제'라는 기존의 태도를 거두면서 한국의 중재자 역할을 인정하면서 2차 정상회담에 대한 기대감이 달아올랐기 때문이었다. 이 회담에서 또 2차 정상회담의 합의도 이루어졌다. 하지만 9월 19일 6자 회담의 9·19 공동성명 이행에 제동이 걸리면서 결국 정상회담까지 표류하고 말았다.
2006년 7월에는 북한이 미사일을 발사하고 이것이 핵실험으로 이어질 우려로 인해 청와대가 비밀리에 정상회담을 추진했다. 이는 북한의 6자 회담 복귀와 남북 관계를 통한 한반도 위기 돌파를 노린 것이었는데 북한의 호응이 없어 무산되었다. 그리고 10월에 북한은 핵실험을 강행했다.
이후에도 지속적인 물밑접촉이 이어져 2007년 8월 28일부터 정상회담을 평양에서 개최하기로 합의했다는 정부 발표가 나왔다. 청와대는 "비핵화와 남북 간 평화체제 구축, 군비 통제, 경제협력 등에서 실질적인 진전이 이뤄지도록 창조적이고 포괄적 방법으로 접근할 필요"를 강조했지만 4개월 밖에 남지 않은 17대 대선에 영향력을 행사하려는 북한의 의도에 신중해야 한다는 지적도 있었다. 하지만 8월 7일부터 북한에 집중호우로 인한 수해 때문에 정상회담은 35일이나 연기되었다.
마지막 날에는 10.4 남북정상선언이 나왔다. 가장 비중 있는 부분은 평화체제 구축인데 종전선언과 평화협정을 포함해 남북이 논의의 주체가 될 것임을 명시하면서도 3자 또는 4자 정상들이 체결 당사자가 될 수 있음도 명시해 미국과 중국을 의식했다. 북방한계선(NLL)은 의제에 포함되지 않았는데 정부는 사실상 이 문제를 차기 정부로 넘겼고 야권에서는 정부의 NLL 포기라고 비판했다. 납북자와 국군포로 문제 역시 논의되지 않은 점은 아쉬운 대목이었으며, 각종 경제협력에 들어가는 재원은 10조 원을 넘을 것으로 추산되었는데 여유 재원이 부족하다는 점 역시 비판점이었다. 하지만 장관급회담을 총리급회담으로 격상하고 남북 정상이 수시로 만나 현안 문제를 협의하기로 약속했다.

### 이명박 정부
17대 대선에서 당선된 이명박은 정상회담의 정례화를 제안할 것이며 상주대표부 설치도 추진할 계획이라고 밝혔다. 2008년 2월 취임식에서도 언제든지 남북 정상이 만나자고 제안하면서 남북 관계를 이념의 잣대가 아닌 실용의 잣대로 풀자고 주장했다.
하지만 《뉴스위크》와의 인터뷰에서 이명박은 "남북 정상회담은 필요하지만 나는 단지 국내 정치를 위해 형식적인 정상회담을 갖지는 않겠다"라고 밝히는 등 이전 정부와는 다른 대북관을 보였다. 3월 말 통일부의 대통령 업무보고에서는 개성공단 3통 문제 해결·산림분야 및 농수산 협력·자원개발 협력 등을 세부 과제로 포함시켰지만 서해 공동어로 문제·북한 지역 철도 재보수 등 10·4 선언의 핵심 내용은 거의 포함되지 않았다. 이는 북한을 대화의 상대로 고려하지 않았다는 분석이다.
북한 역시 "파쑈 독재", "남조선 괴뢰군"과 같은 냉전 시대의 비방어를 다시 사용하면서 대남 비난에 나섰다. 이때 통일부는 상호·실용주의를 앞세운 한국의 대북 강경책과 과거 남북 합의의 이행을 강조하는 북한의 대남 강경책 사이에서 제대로 된 역할을 하지 못해 비판을 받기도 했다. 7월에는 금강산 관광객 피격 사망 사건이 일어나면서 남북 관계의 경색 상황은 장기 대치 국면으로 접어들었고, 2009년 1월 조국평화통일위원회는 남북 간 체결된 '정치·군사적 대결 상태 해소와 관련한 모든 합의 사항들'의 무효화를 일방적으로 선언했다.
이후 8월 김대중의 사망에 조의를 표하기 위해 북한 특사조문단이 방한했는데 이명박과 만난 자리에서 "관계 개선이 진전되면 정상 간 회담이 가능하다"고 전하면서 화해 분위기로 다시 접어들었다. 이미 그 해 초부터 중국 베이징시와 상하이시에서 비밀 접촉을 가져 북핵 문제·식량 지원·인도적 문제 등을 조율했으며, 10월 중순에는 임태희 노동부 장관과 김양건 통일전선부장이 싱가포르에서 만나 정상회담에 대한 기본합의까지 이뤄졌다.
하지만 11월 개성특급시에서 이어진 회담에서 이견을 해소하지 못했다. 한국은 국군 포로와 납북자의 송환을 요구했지만 북한은 국군 포로와 납북자는 존재하지 않는다는 기존의 입장을 되풀이했으며 대규모 쌀 지원에 대한 북한의 요구에 대해 한국은 남북 관계의 상황 등과 연계해야 이루어질 수 있다는 입장을 고수하면서 불발된 것이다. 이후 대청해전, 천안함 침몰 사건, 연평도 포격 등이 연달아 일어나면서 남북 관계는 급랭해졌다. 민주평화통일자문회의는 내부적으로 출구 전략을 마련해야 한다는 건의를 하면서 전격적인 남북정상회담도 강구할 필요가 있다고 제안했고, 방북했던 카터도 "핵 문제든 군사 문제든 남한 정부와 이야기할 준비가 돼 있다"고 북한의 입장을 전하며 정상회담을 건의했지만 정부의 반응은 싸늘했다.
이후 2011년 5월 남북이 비밀리에 접촉했다는 사실을 북한이 폭로하는 일이 일어났다. 김천식 통일부 정책실장·홍창화 국가정보원 국장·김태효 비서관 등이 비밀 접촉에 나섰으며 이 과정에서 돈 봉투까지 건내고자 했다는 것이었다. 북한은 접촉 당시의 상황을 녹음하여 이를 공개했으며 추가 폭로까지 위협했다. 이는 '정치적 고려 없이, 대가 없이, 투명하게'라는 수사를 내세우며 정상회담을 추진하겠다던 정부의 신뢰성을 무너뜨렸다. 2012년 3월에 정상회담을 제의했다는 내용도 폭로되었는데 이는 19대 총선을 겨냥한 이벤트라는 지적도 나왔다. 이번의 폭로 사태로 한국의 대북 정책에 대한 아마추어리즘도 지적되었는데 30년 가까운 경력을 가진 북한 인사와는 달리 한국은 경험도 거의 없는 사람들이 나온다며 전문성이 부족하다는 것이었다. 특히 대북 강경파에 속하는 김태효를 내보낸 점은 북한으로 하여금 한국의 진정성을 의심하게 만들기에 충분했다.
분위기 전환을 위해 8월 말 정부는 류우익을 통일부 장관으로 임명했다. 상대적으로 온건파로 알려진 류우익은 이명박의 초대 대통령실장을 역임하면서 "노무현 정부의 실패에도 불구하고 남북 간 물밑 대화채널은 유지해야 한다"고 주장했으며 남북의 가교역할을 담당하고 싶다고도 했다. 12월에는 김정일이 급사하자 이희호 여사와 현정은 현대그룹 회장이 방북하여 조문을 하고 왔는데 경색된 남북 관계에 어느 정도 긍정적인 영향을 미치기도 했다. 2012년 2월 임태희가 베이징을 방문해 북한 대사관의 참사관 2명을 만났다는 얘기도 나돌면서 물밑접촉이 다시 시작되었다는 주장도 제기되었다.

### 박근혜 정부
박근혜는 취임 이후 남북대화와 관련해 비선 라인을 활용하지 않겠다고 언급했다. 과거와 같이 공식 라인과 비선 라인이 동시에 가동되는 투트랙 채널은 신뢰 문제 등 위험성이 있기 때문인 것으로 알려졌다. 남북 관계의 특수성을 감안해 대북 채널을 공식 라인으로 집중하겠다는 의미로도 받아들여졌다.
하지만 이것과는 무관하게 이명박 정부 말부터 냉각되었던 남북 관계는 2007년 남북정상회담 대화록 논란으로 더욱 더 악화되었다. 노무현이 2007년 정상회담을 할 당시 NLL을 포기하겠다는 발언을 했다면서 새누리당과 민주당은 상호 간에 '진실이다, 왜곡이다'하며 설전을 벌였다. 북한 역시 조평통 명의의 성명을 통해 최고 존엄에 대한 우롱이라며 강하게 반발했다.
2014년 3월 독일을 국빈방문한 박근혜가 ARD와의 인터뷰에서 남북정상회담이 필요하다면 할 수 있다며 다만 이벤트성으로 활용되어선 안 된다는 입장을 분명히 했다. 2014년 아시안 게임 폐막식인 10월 4일에는 황병서 총정치국장·최룡해 로동당 비서·김양건 통일전선부장 등이 깜짝 방문했다. 이들은 정홍원 국무총리·김관진 국가안보실장·류길재 통일부 장관 등과 짧은 면담도 가졌다. 여기서 황병서는 정홍원에게 "이번에 좁은 오솔길을 냈는데 앞으로 대통로로 열어가자"며 남북 관계 개선 의지도 드러냈다. 하지만 한국측이 "청와대 예방 의사가 있으면 준비할 용의가 있다"고 제안했지만 북한측은 "시간 관계상 어렵다"며 거절했다.
하지만 2016년 1월 조선민주주의인민공화국 핵 실험이 이루어지면서 남북 관계는 급랭했다. 다음 날에 한국은 대북 확성기 방송을 재개하자 그 다음 날에 북한은 핵실험 성공을 자축하는 행사를 개최하는 등 '강 대 강' 대치 상태로 접어들었고 2월에는 개성공업지구 폐쇄 결정이 내려지면서 남북 경협도 불투명해졌다.

### 문재인 정부

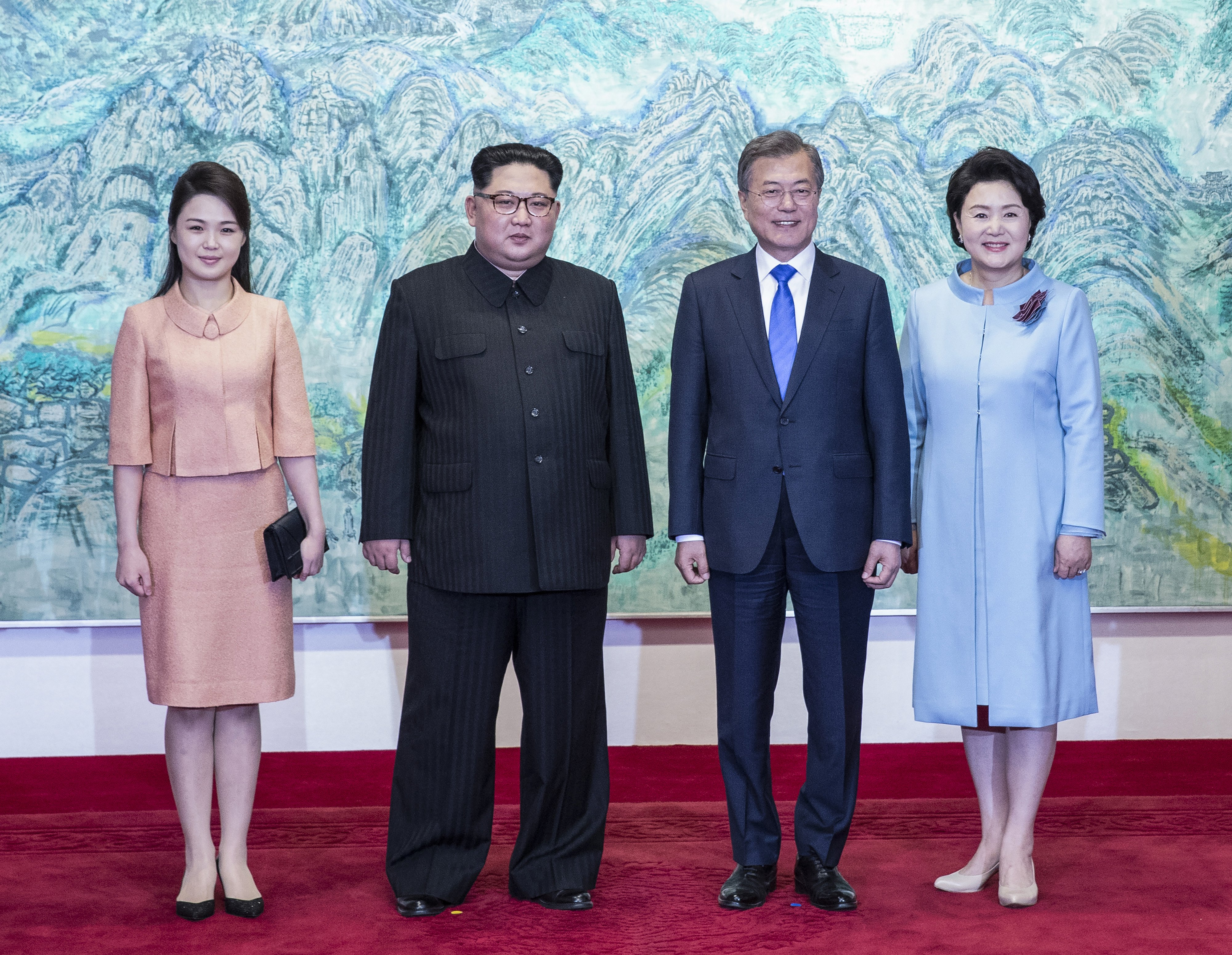
1차 남북정상회담 당시 두 정상 내외의 모습

2017년 5월 취임한 문재인은 취임사에서 "여건이 조성되면 평양에도 가겠다"고 말하면서 정상회담 의지를 나타냈다. 이날 국정원장으로 임명된 서훈 역시 '아직은 시기상조'라면서도 필요하다는 입장을 강조했다. 통일부 차관에는 천해성을 임명했는데 서훈과 함께 남북회담 경험이 풍부한 정책통으로 평가받는 인물이었다.
7월 독일을 방문해서 베를린 구상을 밝혔다. "한반도의 긴장과 대치 국면을 전환시킬 계기가 된다면 북한의 김정은 위원장과 만날 용의가 있다"는 것이었는데 불과 이틀 전 북한이 화성 14호를 발사한 직후라서 대북 정책에 속도 조절이 있을 것이라는 예상을 깬 발언이었다. 하지만 북한은 27일 화성 14호를 다시 발사하고 9월에는 6차 핵실험까지 강행하는 것으로 대응했다.
하지만 2018년 1월 김정은 국무위원장이 신년사를 통해 다가오는 2018년 동계 올림픽을 계기로 남북 간 대화 의지를 피력하면서 분위기가 반전되었다. 한반도 평화를 위해 "누구에게도 대화와 접촉, 내왕의 길을 열어놓을 것"이라고도 했는데 청와대는 북한의 진의를 확인하겠다는 신중한 반응을 보이면서도 "환영한다"는 공식 입장을 내놨다.
2월과 3월에는 남북이 각각 특사를 파견했는데 먼저 북한이 김여정 조선로동당 중앙위원회 제1부부장 등을 특사로 파견하여 문재인과 회담을 했으며, 한 달 뒤에 정의용 국가안보실장 등이 방북하여 김정은과 면담·만찬을 가졌다. 이후 4월 27일 판문점 평화의 집에서 정상회담을 진행했으며 판문점 선언을 채택했다. 그후 5월 26일에 판문점 통일각에서 두 번째 정상회담을 했고
이후 6월에 북미 간에 정상회담이 진행될 예정이었지만 5월 24일 도널드 트럼프 미국 대통령이 북한과의 갈등 끝에 정상회담 파기를 선언하자 이틀 뒤 전격적으로 남북 간에 2차 정상회담이 이루어졌다. 이전과는 달리 현안의 긴급성과 당사국의 해결 의지가 고스란히 반영되어 정상들이 직접 이견을 조율하고 교착 국면을 타개하는 새로운 모습을 선보였는데 남북 정상 간의 소통이 주효했다는 평가다. 이후 6월 12일 북미정상회담이 싱가포르에서 진행되었다.
1차 정상회담에서 합의를 본 바에 따라 9월 문재인이 방북하여 평양에서 김정은과 세 번째 정상회담을 진행했다. 2박 3일 동안 문재인과 김정은은 대부분의 일정을 함께 하여 친밀감과 신뢰를 보였으며, 문재인은 릉라도5월1일경기장에서 북한 국민을 상대로 대중 연설도 했다. 남북 정상 간에 9월 평양공동선언도 발표되었다. 정상회담을 마치고 한국으로 돌아온 당일 문재인은 '대국민 보고'의 형식으로 평양선언의 의의를 밝혔는데 김정은이 직접 비핵화를 천명한 것은 이번이 처음이라는 것을 강조했다. 또한 종전 선언의 가능성도 열어놓았다. 그 외에도 경제·산림·보건 분야의 협력 강화, 이산가족 상봉, 국제경기 공동 진출 등을 합의했다. 부속 합의서에서는 남북공동군사위원회를 만들어 우발적 충동을 방지하기 위한 노력을 강구하기로 했다.

## 특사의 활동
정상회담을 통틀어 남북 관계의 진전에는 특사의 활동이 컸다. 냉전과 통일 사이에서 밀사의 성격이 컸던 특사를 통해 비밀리에 의사소통을 하는 방식이 선호되었기 때문이다. 특사 교환 과정에서 상호 감당 가능한 수준까지 공감대를 이루어야 정상회담이 성사되었고 그렇지 않으면 무산되는 과정을 겪어온 셈이다.
공식적으로 알려진 첫 특사는 1961년 9월에 북한에서 내려온 황태성이었다. 이는 한국의 정치회담 제안을 받아들여 남파된 것이다. 황태성은 남북협상회의를 제안하는 한편, 외세의 간섭 없는 통일논의 개최와 남북 비밀무역대표부 설치를 제안했지만 간첩 누명을 받아 체포되었다.
1971년 8월에는 김일성이 박정희를 비판하면서도 남측의 단체 및 개별 인사들과 접촉할 용의가 있다는 뜻을 내비치면서 남북 관계는 다시 급물살을 탔다. 이후 남북적십자회담이 진행되고 7·4 남북 공동 성명이 발표되었는데 이 과정 역시 이후락 당시 중앙정보부장이 북한으로 특사로 가 활동한 결과였다. 이후 북한은 박성철 부수상을 서울로 보내 박정희에게 정상회담도 제의하지만 이는 모두 불발로 그쳤다.
1985년부터 1991년까지 박철언도 42차례에 걸쳐 북한과 비밀회담을 했으며 이는 남북 기본합의서 체결을 이끌어냈다. 김영삼도 정상회담 추진을 위한 특사교환에 합의하고 실무접촉을 8차례 진행했지만 역시 무산됐다.
김대중은 박지원과 임동원을 대북 특사로 활용해 첫 정상회담에 성공했는데 이 때는 남북 특사의 왕래가 가장 활발했던 시기이기도 했다. 노무현도 김만복 당시 국가정보원장의 두 차례 방북의 결과로 정상회담 조율에 성공했는데 특히 김만복은 「남북관계 발전에 관한 법률」 제정으로 임명된 형식상 최초의 대북특사이기도 했다.
한국측의 특사는 주로 정보기관 책임자가 많다는 점이 특징이다. 직무 특성상 기밀을 유지하기 용이하고 공식적인 교류가 차단된 남북관계의 특수성이 영향을 미친 것인데 김대중·노무현·문재인 정부에서 각각 임동원·김만복·서훈 국정원장의 활약도 그러한 맥락에서 이루어졌다. 하지만 2018년 동계 올림픽 때 김여정 등 특사 구성과 일정이 공개된 채 진행되고 정상 간 핫라인 구축이 이루어지면서 특사의 역할이 사라질 것이란 전망도 나왔다. 실제로 문재인 정부에서 이뤄진 정상회담은 모두 특사의 활동에 힘입었지만 이들의 일정과 활동은 사전·사후에 공개되었다는 점에서도 그렇다.

## 같이 보기
- 남북 관계
- 햇볕정책
- 2000년 남북정상회담
- 2007년 남북정상회담
- 2018년 제1차 남북정상회담
- 2018년 제2차 남북정상회담
- 2018년 제3차 남북정상회담

### 내용주
1. ↑  이에 대한 박철언의 증언은 좀 다르다. 자신이 장세동을 따라 평양을 방문할 당시만 해도 정상회담은 성사된 듯 했는데 서울로 돌아와보니 정상회담 무용론이 득세하고 있었다는 것이다. 박철언은 전두환이 제안하고 김일성도 받아들였는데 한국 내 보수주의자들이 제동을 걸어서 없던 일이 되었다고 말했으며,[7] 미국도 자신들에게 "정보를 주지 않아 여러 가지 오해와 견제"를 했다고 했다.[8]
2. ↑  김우중은 김영삼 정부에서도 지미 카터 전 미국 대통령의 중재로 정상회담이 추진될 때 김일성을 설득하는 등 막후 활동을 했다.
3. ↑  김일성 사후 남북정상회담 합의가 유효하다는 김영삼의 입장은 며칠 만에 바뀌게 되는데 김정일의 권력 승계가 불확실하고 이로 인해 북한 정권이 붕괴될 것이라고 믿었기 때문이었다. 이후 박홍 서강대학교 총장의 '주사파 발언'으로 한국 사회는 신공안정국으로 들어섰고 이런 종합적인 상황 속에서 남북 관계는 급격히 경색되었다.[26]
4. ↑  이를 주선한 것은 클라우스 슈바프 당시 WEF 회장이었다고 한다. 1998년까지 WEF에 참석한 김정일이 1999년에는 불참하면서 정상회담이 무산되었는데 WEF는 2014년에도 직접 북한을 방문하여 김정은에게 초청을 권했다고 한다.[29]
5. ↑  6월 15일에 발생한 제1연평해전을 언급한 것이다.
6. ↑  일정을 연기한 것은 10일 밤에 북한이 일방적으로 통보한 것이었다. 공식적인 이유가 알려지지 않았지만 정부는 '남측 손님들을 보다 융숭하게 맞기 위해서 날짜를 하루 늦췄을 뿐'이라는 반응을 보였으며 그 외에도 한국 언론의 지나치게 상세한 보도에 북한이 예민한 반응을 보였다던가 사진 송출 등 기술적 문제 해결을 위한 시간벌이었다는 주장도 나왔다.[33] 한편, 한나라당은 "국가적 위신과 명예가 무시된 굴욕적인 일"이라고 주장하며 남북 간에 이면 합의가 있었는데 제대로 이행되지 않은 것 아니냐는 의문까지 제기했다.[34]
7. ↑  이 자료들을 취합하여 한준 한림대학교 교수는 '통일에 대한 국민들의 열망이 조금씩 식어가고 있으며 대북 정책에 대한 지지도 낮아지고 있다'고 주장했다. 하지만 각종 여론조사 지표가 10%p 넘게 차이가 나는 점을 감안해서 "현재의 자료를 가지고 쉽게 판단할 수 없다"는 말도 덧붙였다.
8. ↑  3년 전과 달리 한국 정부가 아니라 군부에게만 교전의 책임을 떠넘기고 연평해전 다음 날 2002년 FIFA 월드컵 4강을 축하한다는 축전을 보내는 등 확전을 피하는 모습을 보였다는 등의 신중론도 있다.[41]
9. ↑  하지만 물밑접촉은 이어졌던 것으로 보인다. 노무현은 취임 전에 이미 임동원을 북한에 특사로 보내 취임식에 김정일을 초청하고 싶다는 뜻을 내비쳤다. 이는 3년 전 정상회담에서 김정일이 답방을 위해 서울을 방문하겠다는 약속을 지키는 의미도 있었는데 김정일은 고이즈미 준이치로 일본 내각총리대신의 취임식 불참이라는 뜻밖의 조건을 내세우며 '세련되지도 않고 격식도 차리지 않은 방법으로' 거절했다.[43] 노무현 정부가 출범한 지 한 달도 되지 않았을 때에는 북한이 먼저 정상회담을 제의했다는 얘기도 나왔다. 김정일의 서울 답방 형식으로 정상회담을 하자는 것이었는데 고조되는 북핵 문제 때문에 정부가 거절했다고 SBS가 보도한 것이다.[44] 훗날 박지원 의원도 당시 구체적 합의를 위해 장성택 조선로동당 행정부장이 베이징을 갔지만 아무도 그를 만나주지 않아 정상회담이 무산됐다고 주장했다.[45] 이에 청와대는 사실무근이라며 강하게 반발했다.[46]
10. ↑  그런데 불과 5일 뒤에 김보현 차장이 경질되면서 기존의 김보현 3차장-서영교 대북전략국장으로 이어지는 대북 라인을 물갈이 한 것이라는 의견도 제기되었다.[50]
11. ↑  이종석 당시 통일부 장관은 다른 증언을 했는데 9월에 정상회담 개최가 예정되었으며 장소는 금강산이 유력했다고 한다. 하지만 북한의 돈세탁을 의심한 미국이 마카오의 방코델타아시아에 있는 북한 계좌를 동결해버리면서 무산되었다는 것이다. 이후 미국은 북한의 위조 지폐와 돈세탁 문제를 수사했지만 증거를 찾지 못해 계좌 동결도 해제되었다.[54]
12. ↑  김숙 당시 국가정보원 제1차장도 가을에 평양을 비밀리에 방문했다고 한다. 여기서 류경 국가안전보위부 부부장을 만나 천안함 사태 출구전략을 논의했으며 12월에는 류경이 서울을 극비리에 방문했다. 하지만 북한으로 돌아간 류경은 '대남 전략을 남측에 노출했다'는 비난을 받아 총살당했다.[69]
13. ↑  당시 청와대 안팎에서는 정상회담을 둘러싸고 강경파와 온건파 간의 갈등이 있었던 것으로 보인다. 대선 캠프 때부터 이명박에게 대북 정책 자문을 했던 유명환 외교통상부 장관·현인택 통일부 장관·김태효 청와대 대외전략비서관은 강경파에 속했는데 이들이 한반도를 너무 경색 국면으로 몰고 간다는 비판이 제기되면서 임태희 노동부 장관·김덕룡 민족화해협력범국민협의회 대표상임의장을 중심으로 한 온건파가 활동했지만 강경파를 이기지는 못했다. 온건파가 주도한 싱가포르 회담 이후 남북 관계는 훈풍이 불었지만 외교안보팀의 반발은 컸고 강경파가 주도한 개성 회담 이후 다시 냉각기로 접어들었다. 이러한 강경파와 온건파의 대립은 국가안전보장회의의 기능이 약화되어 양자를 조율할 기구가 사라진 것도 원인으로 꼽혔다.[71]
14. ↑  2018년 4월에 방영된 MBC TV의 《PD수첩》에 따르면 당초의 방침과 달리 한국에서 먼저 적극적으로 북한에 청와대 면담을 제안했다고 한다. 특히 류길재 통일부 장관조차 모르게 진행된 일이라고 본인이 증언했다. 박근혜와의 면담 불발도 다른 얘기가 있다고 보도했는데 회담의 물밑 작업이 이루어졌지만 정작 박근혜와는 연락이 되지 않아 끝내 성사되지 못했다는 것이다.[87]

### 참조주
1. ↑  유탁 (1981년 1월 12일). “「平和統一主導」內外에 천명 —全大統領 國政演說내용과 政局전망”. 《동아일보》. 2018년 9월 20일에 확인함.
2. ↑  강준만 2011c, 301쪽.
3. ↑  강준만 2011c, 302~302쪽.
4. ↑  강준만 2011c, 305쪽.
5. ↑  강준만 2011c, 308~310쪽.
6. ↑  김승욱 (2017년 4월 6일). “전두환 "김일성에 배신감 느껴…남북정상회담 성사 직전 취소"”. 《연합뉴스》 (서울). 2018년 9월 20일에 확인함.
7. ↑  강준만 2011c, 311~312쪽.
8. ↑  이동현 (2000년 5월 18일). “[서울밀사 평양밀사] 4.85년 장세동 평양행”. 《중앙일보》. 2018년 9월 20일에 확인함.
9. ↑  김기협 (2014년 1월 23일). “전두환은 왜 ‘만년필 모양 무기 준비’ 특명 내렸나”. 《프레시안》. 2018년 9월 20일에 확인함.
10. ↑  강준만 2009, 281~282쪽.
11. ↑  “南北韓최고책임자會談 제의”. 《동아일보》. 1988년 8월 15일. 2018년 9월 20일에 확인함.
12. ↑  “金日成"頂上회담用意"”. 《경향신문》. 1988년 9월 9일. 2018년 9월 20일에 확인함.
13. ↑  “頂上회담 제의 부정적 北韓 정당회담 되풀이”. 《매일경제》. 1990년 1월 13일. 2018년 9월 20일에 확인함.
14. ↑  최학래 (1990년 10월 19일). “김주석 "정상회담 희망"”. 《한겨레》. 2018년 9월 20일에 확인함.
15. ↑  윤완준 (2012년 7월 14일). ““김우중 씨, 노태우 당시 대통령 부탁 받고 1992년 김일성 만나 남북정상회담 승낙받아””. 《동아일보》. 2018년 9월 20일에 확인함.
16. ↑  정원석 (2014년 8월 21일). “[김우중과의 대화]② "김일성과 20여번 만나…박정희 대통령은 날 '우중아'라고 불러"”. 《조선비즈》. 2018년 9월 20일에 확인함.
17. ↑  “남북실무접촉 핵문제 우선키로”. 《한겨레》. 1993년 5월 28일. 2018년 9월 20일에 확인함.
18. ↑  “북한 駐오스트리아大使 밝혀"南北정상회담서「核」논의"”. 《경향신문》. 1993년 6월 11일. 2018년 9월 20일에 확인함.
19. ↑  “南北관계 경색”. 《동아일보》. 1993년 6월 27일. 2018년 9월 20일에 확인함.
20. ↑  김충일 (1994년 2월 26일). “조건없이 南北정상회담”. 《경향신문》. 2018년 9월 20일에 확인함.
21. ↑  “북한,남북 정상회담 부정반응”. 《한겨레》. 1994년 2월 28일. 2018년 9월 20일에 확인함.
22. ↑  이종연 (1994년 4월 30일). “추가 核사찰 異見 재확인”. 《경향신문》. 2018년 9월 20일에 확인함.
23. ↑  송영언; 황유성; 김차수; 하준우; 박제균; 황호택; 김상영; 허승호; 양기대 (1994년 6월 29일). “南北정상 平壤서 만난다”. 《동아일보》. 2018년 9월 20일에 확인함.
24. ↑  윤국한; 장정수 (1994년 7월 12일). “남북정상회담 다시 추진”. 《한겨레》. 2018년 9월 20일에 확인함.
25. ↑  신영수 (1994년 7월 24일). “金正日 "南北정상회담 계속 추진"”. 《경향신문》. 2018년 9월 20일에 확인함.
26. ↑  강준만 2011d, 34~41쪽.
27. ↑  송홍근 (2018년 4월 16일). “김일성의 ’느닷없는‘ 죽음…“김영삼-김일성 남북 정상회담이 이뤄졌다면…””. 《동아일보》. 2018년 9월 20일에 확인함.
28. ↑  장윤영 (1999년 1월 30일). “"남북 정상회담 추진했었다"”. 《경향신문》. 2018년 9월 20일에 확인함.
29. ↑  임성현 (2016년 1월 5일). “국제분쟁 ‘막후해결사’ 다보스 포럼…1999년 남북정상회담 주선說도”. 《매일경제》. 2018년 9월 20일에 확인함.
30. ↑  홍은택 (1999년 9월 29일). “"南北 정상회담 용의"”. 《동아일보》. 2018년 9월 20일에 확인함.
31. ↑  이택수 (1999년 10월 2일). “정주영 명예회장,김정일 면담 車조립공장등 經協 활성화 계기”. 《매일경제》. 2018년 9월 20일에 확인함.
32. ↑  정태웅 (2000년 4월 10일). “[6.12 '남북정상회담'] (1) '북한 왜 수용했나'”. 《한국경제》. 2018년 9월 20일에 확인함.
33. ↑  최영묵 (2000년 6월 11일). “[남북정상회담]北 왜 하루 연기했나?”. 《동아일보》. 2018년 9월 20일에 확인함.
34. ↑  김진홍; 한민수; 김재중 (2000년 6월 11일). “[남북정상회담 D-1] '55년 기다렸는데 하루쯤…' 애써 담담”. 《국민일보》. 2018년 9월 20일에 확인함.
35. ↑  심규석 (2000년 6월 14일). “<북한의 특이한 의장대 행사>”. 《연합뉴스》. 2018년 9월 20일에 확인함.
36. ↑  김재중 (2000년 6월 16일). “[통일시대를 열며] (1) 평화의 봄 오나”. 《국민일보》. 2018년 9월 20일에 확인함.
37. ↑  최현수 (2000년 10월 31일). “유엔 ‘한반도 평화 지지’공동결의문 채택”. 《국민일보》. 2018년 9월 20일에 확인함.
38. ↑  김영식 (2001년 12월 31일). “[남북관계 전망]'침묵의 터널'에 갇힌 남북대화”. 《동아일보》. 2018년 9월 20일에 확인함.
39. ↑  이충원 (2001년 5월 30일). “"정상회담후 통일열망 차츰 냉각"”. 《연합뉴스》. 2018년 9월 20일에 확인함.
40. ↑  이철희 (2002년 6월 29일). “[6·29서해교전]北군부등 강경파 불만표출 가능성”. 《동아일보》. 2018년 9월 20일에 확인함.
41. ↑  이영태 (2002년 7월 2일). “북한, 99년과 달리 '확전 피하고 싶다' 메시지 계속 보내 - 日방위청도 "더 악화될 가능성 적다"고 분석”. 《프레시안》. 2018년 9월 20일에 확인함.
42. ↑  인교준 (2003년 4월 11일). “<정부 `한미공조-남북관계' 병행전략 주춤>”. 《연합뉴스》. 2018년 9월 20일에 확인함.
43. ↑  김경은 (2004년 6월 4일). “盧, 남북정상회담 추진했다”. 《주간경향》. 2018년 9월 20일에 확인함.
44. ↑  양만희 (2004년 6월 3일). “북한, 지난해 3월 남묵 정상회담 제의”. 《SBS》. 2018년 9월 20일에 확인함.
45. ↑  안성용 (2008년 10월 1일). “"2003년 남북정상회담, 우리가 약속 어겨 무산"”. 《노컷뉴스》. 2018년 9월 20일에 확인함.
46. ↑  조용만 (2004년 6월 4일). “靑 `남북정상회담 제의` 보도 법적대응”. 《이데일리》. 2018년 9월 20일에 확인함.
47. ↑  김종훈 (2003년 6월 30일). “오늘 개성공단 착공…남북경협 본궤도”. 《경향신문》. 2018년 9월 20일에 확인함.
48. ↑  권순철 (2003년 5월 21일). “北, 한미정상회담 불만.. 남북관계 경색국면 우려”. 《한국경제》. 2018년 9월 20일에 확인함.
49. ↑  김당 (2004년 12월 24일). “국정원 'KS 라인' 본격가동... 남북 정상회담 물밑접촉 주목”. 《오마이뉴스》. 2018년 9월 20일에 확인함.
50. ↑  박창억 (2004년 12월 29일). “국정원차장 물갈이 배경”. 《세계일보》. 2018년 9월 20일에 확인함.
51. ↑  김진호 (2004년 12월 26일). “盧대통령 정상회담 北입장 고려”. 《경향신문》. 2018년 9월 20일에 확인함.
52. ↑  이용욱 (2005년 6월 18일). “남북 화해무드···남북정상회담 성사 가능성도 ‘희망’”. 《경향신문》. 2018년 9월 20일에 확인함.
53. ↑  류지복 (2006년 12월 21일). “<정동영 "작년 8.15때 남북정상회담 협의">”. 《연합뉴스》. 2018년 9월 20일에 확인함.
54. ↑  이상훈 (2014년 6월 24일). “[정치]“2005년 남북정상회담 미국의 BDA제재로 무산””. 《주간경향》. 2018년 9월 20일에 확인함.
55. ↑  하태원; 조수진 (2007년 7월 25일). “이종석 前통일 “작년 8월에도 남북정상회담 추진””. 《동아일보》. 2018년 9월 20일에 확인함.
56. ↑  이심기 (2007년 8월 10일). “남북정상회담 28~30일 평양서 개최”. 《한국경제》. 2018년 9월 20일에 원본 문서에서 보존된 문서. 2018년 9월 20일에 확인함.
57. ↑  최호원 (2007년 8월 20일). “[평양리포트] 남북 정상회담, 북 수해로 연기”. 《SBS》. 2018년 9월 20일에 확인함.
58. ↑  조홍민 (2007년 10월 6일). “[남북 정상선언 그후］논란 조항 문답풀이”. 《경향신문》. 2018년 9월 20일에 확인함.
59. ↑  권로미 (2007년 10월 5일). “수시로 정상회담… ‘대선 공백기’가 변수”. 《문화일보》. 2018년 9월 20일에 확인함.
60. ↑  정지영; 이준혁 (2007년 12월 30일). “"남북정상회담 정례화 제안" … 李 당선자측 밝혀”. 《한국경제》. 2018년 9월 20일에 원본 문서에서 보존된 문서. 2018년 9월 20일에 확인함.
61. ↑  정승혜 (2008년 2월 25일). “대통령 취임사, "언제든 남북정상회담"”. 《MBC》. 2018년 9월 20일에 확인함.
62. ↑  장택동 (2008년 2월 25일). “李대통령 “국내 정치용 남북정상회담은 안해””. 《동아일보》. 2018년 9월 20일에 확인함.
63. ↑  조준형 (2008년 3월 26일). “<남북정상회담 합의사업 운명 어떻게 되나>”. 《연합뉴스》. 2018년 9월 20일에 확인함.
64. ↑  한승호 (2008년 4월 29일). “<北, 對南 비난 6.15이전으로 회귀>”. 《연합뉴스》. 2018년 9월 20일에 확인함.
65. ↑  김미경 (2008년 4월 29일). “통일부 ‘개점휴업’”. 《서울신문》. 2018년 9월 20일에 확인함.
66. ↑  안홍욱 (2008년 8월 4일). “남북 ‘금강산 대치’ 끝이 안보인다”. 《경향신문》. 2018년 9월 20일에 확인함.
67. ↑  조시영 (2009년 1월 30일). “남북 정치·군사합의…북한, 전면 무효선언”. 《매일경제》. 2018년 9월 20일에 확인함.
68. ↑  조홍민 (2010년 2월 5일). ““남북정상회담 지난해 합의후 결렬””. 《경향신문》. 2018년 9월 20일에 확인함.
69. ↑  송홍근 (2017년 1월 20일). ““文, 2012년에 인수위 때부터 대북 접촉 준비””. 《신동아》. 2018년 9월 20일에 확인함.
70. ↑  박지환 (2009년 12월 20일). “"남북정상회담, 납북자.식량지원 입장차로 무산"”. 《노컷뉴스》. 2018년 9월 20일에 확인함.
71. ↑  감명국 (2010년 1월 12일). ““정상회담 둘러싼 강온 대립 있었다””. 《시사저널》. 2018년 9월 20일에 원본 문서에서 보존된 문서. 2018년 9월 20일에 확인함.
72. ↑  홍진수 (2010년 6월 22일). “민주평통, MB에 “대북 출구전략을””. 《경향신문》. 2018년 9월 20일에 확인함.
73. ↑  신석호; 정미경 (2011년 4월 29일). “카터 “김정일 못 만났지만 남북정상회담 제의 메시지 받아””. 《동아일보》. 2018년 9월 20일에 확인함.
74. ↑  김성수; 윤설영 (2011년 6월 2일). ““南, 지난달 돈봉투 주며 세 차례 정상회담 제의” 北, 남북 비밀접촉 전격 폭로”. 《서울신문》. 2018년 9월 20일에 확인함.
75. ↑  김종철 (2011년 6월 9일). ““우리가 돈봉투 처던지자 김태효 얼굴 벌게져…””. 《한겨레》. 2018년 9월 20일에 확인함.
76. ↑  박영환 (2011년 6월 2일). “남북정상회담 MB원칙 ‘와르르’”. 《경향신문》. 2018년 9월 20일에 확인함.
77. ↑  진희관 (2011년 6월 21일). “‘졸속 접촉’에 냉풍 맞은 남북 관계”. 《시사저널》. 2018년 9월 20일에 원본 문서에서 보존된 문서. 2018년 9월 20일에 확인함.
78. ↑  김승련; 이정은 (2011년 8월 31일). “8·30 개각 최대 포인트는 통일부 장관 교체”. 《동아일보》. 2018년 9월 20일에 확인함.
79. ↑  서재준; 조영빈 (2011년 12월 27일). “조문 외교, 남북관계에 일단 긍정적 신호 평가”. 《머니투데이》. 2018년 9월 20일에 확인함.
80. ↑  정원교; 최현수 (2012년 2월 16일). “임태희, 베이징서 北 접촉설… 남북대화 재개 움직임”. 《국민일보》. 2018년 9월 20일에 확인함.
81. ↑  이충재 (2013년 4월 19일). “박 대통령 '남북대화 비선라인'은 어디까지?”. 《데일리안》. 2018년 9월 20일에 확인함.
82. ↑  이준서; 이광빈 (2013년 6월 25일). “남북정상회담 전문공개 후폭풍…여야 극한대치”. 《연합뉴스》. 2018년 9월 20일에 확인함.
83. ↑  소현정 (2013년 6월 27일). “北 “대화록 공개, 최고 존엄에 대한 우롱” 비난”. 《KBS》. 2018년 9월 20일에 확인함.
84. ↑  정인홍 (2014년 3월 26일). “朴대통령, “필요하면 남북정상회담 할 수 있어”..이벤트성 개최 반대”. 《파이낸셜뉴스》. 2018년 9월 20일에 확인함.
85. ↑  김외현 (2014년 10월 5일). “황병서 “이번에 오솔길 냈는데 앞으로 대통로 열자””. 《한겨레》. 2018년 9월 20일에 확인함.
86. ↑  이재명 (2014년 10월 6일). “[파격 北실세 3인 전격방문]朴대통령과 면담 불발 왜?”. 《동아일보》. 2018년 9월 20일에 확인함.
87. ↑  전종선 (2018년 4월 10일). “‘PD수첩’ 박근혜 ‘통일 대박’ 발언, 왜? “통일되면 대통령 한번 더 한다고””. 《서울경제》. 2018년 9월 20일에 확인함.
88. ↑  황라현 (2016년 1월 10일). “北 핵실험 나흘째…남북 '강 대 강' 대치 이어가”. 《뉴스1》. 2018년 9월 20일에 확인함.
89. ↑  허효진 (2016년 2월 10일). “[이슈&뉴스] 남북협력 상징, 개성공단은 ‘최후카드’”. 《KBS》. 2018년 9월 20일에 확인함.
90. ↑  “문재인 대통령 “여건되면 평양 간다”…남북정상회담 추진 가능성 주목”. 《서울신문》. 2017년 5월 10일. 2018년 9월 20일에 확인함.
91. ↑  이지선 (2017년 5월 31일). “[6개 부처 차관 인사]통일부 차관 천해성, 돌아온 남북회담 베테랑…박근혜 정부 때 수난”. 《경향신문》. 2018년 9월 20일에 확인함.
92. ↑  손령 (2017년 7월 7일). “문 대통령, 조건부 남북정상회담 제안…실현 가능성은?”. 《MBC》. 2018년 9월 20일에 확인함.
93. ↑  정인환 (2017년 7월 30일). “북 미사일에 ‘베를린 구상’ 타격…한반도 ‘강 대 강’ 격랑”. 《한겨레》. 2018년 9월 20일에 확인함.
94. ↑  문대현 (2017년 9월 4일). “北, 6차 핵실험 감행…남북대화 결국 물 건너가나”. 《뉴스1》. 2018년 9월 20일에 확인함.
95. ↑  조영빈; 이동현 (2018년 1월 1일). “김정은, 한국에 ‘평창’ 손짓 미국엔 ‘핵단추’ 위협”. 《한국일보》. 2018년 9월 20일에 확인함.
96. ↑  박경준 (2018년 2월 10일). “남북만남 '화기애애'…김여정 "오징어·낙지부터 통일해야"”. 《연합뉴스》. 2018년 9월 20일에 확인함.
97. ↑  “대북특사단-김정은 면담·만찬, 남북 `긍정적`…정상회담 성사되나”. 《매일경제》. 2018년 3월 6일. 2018년 9월 20일에 확인함.
98. ↑  임주언 (2018년 4월 28일). “친분 다진 7시간30분… 10개 일정 함께 소화”. 《국민일보》. 2018년 9월 20일에 확인함.
99. ↑  김민서 (2018년 4월 28일). “4·27 판문점 선언…방점은 '빠른 속도로 관계 개선'”. 《세계일보》. 2018년 9월 20일에 확인함.
100. ↑  이상헌 (2018년 5월 27일). “[남북정상회담] 남북미 3각 소통 新정상외교 지평 열었다”. 《연합뉴스》. 2018년 9월 20일에 확인함.
101. ↑  김연정 (2018년 9월 20일). “[평양회담결산] 제2의 도보다리 명장면 속출…단짝 같았던 남북정상”. 《연합뉴스》. 2018년 9월 30일에 확인함.
102. ↑  정상원 (2018년 9월 21일). “평화의 평양 여정, 북미 중재 길을 잇다”. 《한국일보》. 2018년 9월 30일에 확인함.
103. ↑  김지훈; 김성진 (2018년 9월 21일). “평양회담, 南北 70년 적대 청산 화합 한걸음 더”. 《뉴시스》. 2018년 9월 30일에 확인함.
104. 1 2 3  김재중 (2018년 3월 2일). “‘밀사’ 이후락부터 ‘첫 공식 특사’ 김만복까지···대북특사의 역사”. 《경향신문》. 2018년 9월 20일에 확인함.
105. ↑  강준만 2011a, 214~215쪽.
106. ↑  강준만 2011b, 208~214쪽.
107. 1 2 3  “[클로즈업 북한] 한반도 변화의 문을 열다…남북 특사”. 《KBS》. 2018년 3월 17일. 2018년 9월 20일에 확인함.

## 참고 문헌
- 강준만 (2011a). 《한국 현대사 산책 1960년대편 2》. 인물과사상사. 212~217쪽. ISBN 9788988410998. 2018년 9월 20일에 확인함.
- 강준만 (2011b). 《한국 현대사 산책 1970년대편 1》. 인물과사상사. 207~216쪽. ISBN 9788988410646. 2018년 9월 20일에 확인함.
- 강준만 (2011c). 《한국 현대사 산책 1980년대편 2》. 인물과사상사. 301~312쪽. ISBN 9788988410745. 2018년 9월 20일에 확인함.
- 강준만 (2009). 《한국 현대사 산책 1980년대편 3》. 인물과사상사. 281~284쪽. ISBN 9788988410752. 2018년 9월 20일에 확인함.
- 강준만 (2011d). 《한국 현대사 산책 1990년대편 2》. 인물과사상사. 32~43쪽. ISBN 9788959060337. 2018년 9월 30일에 확인함.